# War (elektryczność)
War (oznaczenie: var) – jednostka mocy biernej. Nazwa „war” (woltoamper reaktancyjny) wywodzi się z angielskiej nazwy volt-ampere reactive.
{\displaystyle 1\operatorname {[var]} =1\operatorname {[V]} \cdot 1\operatorname {[A]} }
Jednostka mocy biernej [var] jest identyczna jak jednostka mocy czynnej [W] i jednostka mocy pozornej [VA] (każda z nich jest iloczynem wolta i ampera), różny jest jednak sens fizyczny każdej z tych wielkości.